# Área metropolitana de Owensboro
El área metropolitana de Owensboro o Área Estadística Metropolitana de Owensboro, KY MSA, como la denomina la Oficina de Administración y Presupuesto, es un Área Estadística Metropolitana centrada en la ciudad de Owensboro, en el estado de Kentucky, Estados Unidos. Su población según el censo de 2010 es de 114.752 habitantes, convirtiéndola en la 323.º área metropolitana más poblada de ese país.

## Composición
Los 3 condados del área metropolitana, junto con su población según los resultados del censo 2010:
- Daviess– 96.656 habitantes
- Hancock– 8.565 habitantes
- McLean – 9.531 habitantes

## Comunidades
Ciudades y pueblos
- Calhoun
- Hawesville
- Island
- Lewisport
- Livermore
- Owensboro (ciudad principal)
- Sacramento
- Whitesville

Lugar designado por el censo
- Masonville